# Eleições legislativas portuguesas de 2024 no distrito de Santarém
| Eleições legislativas portuguesas de 2024 Distritos: Aveiro \| Beja \| Braga \| Bragança \| Castelo Branco \| Coimbra \| Évora \| Faro \| Guarda \| Leiria \| Lisboa \| Portalegre \| Porto \| Santarém \| Setúbal \| Viana do Castelo \| Vila Real \| Viseu \| Açores \| Madeira \| Estrangeiro |

## Resultados por concelho
Os resultados nos concelhos do Distrito de Santarém foram os seguintes:

### Abrantes
| Partido                 | Partido                                  | Votos  | %               | +/-   |
| ----------------------- | ---------------------------------------- | ------ | --------------- | ----- |
|                         | Partido Socialista                       | 6 773  | 32,36 / 100,00  | 13,82 |
|                         | CHEGA                                    | 5 101  | 24,38 / 100,00  | 13,06 |
|                         | Aliança Democrática (PPD/PSD-CDS-PP-PPM) | 4 447  | 21,25 / 100,00  | 1,16  |
|                         | Bloco de Esquerda                        | 1 175  | 5,61 / 100,00   | 0,49  |
|                         | Coligação Democrática Unitária (PCP-PEV) | 855    | 4,09 / 100,00   | 1,15  |
|                         | Iniciativa Liberal                       | 657    | 3,14 / 100,00   | 0,06  |
|                         | LIVRE                                    | 510    | 2,44 / 100,00   | 1,51  |
|                         | Pessoas–Animais–Natureza                 | 336    | 1,61 / 100,00   | 0,50  |
|                         | Alternativa Democrática Nacional         | 287    | 1,37 / 100,00   | -     |
|                         | Outros (com menos de 1,00%)              | 222    | 1,06 / 100,00   |       |
| Votos Inválidos         | Votos Inválidos                          | 564    | 2,70 / 100,00   | 0,39  |
| Total                   | Total                                    | 20 927 | 100,00 / 100,00 |       |
| Eleitorado/Participação | Eleitorado/Participação                  | 31 047 | 67,40 / 100,00  | 9,26  |

| Freguesia                                       | %     | %     | %     | %    | %    | %    | %    | %    | %    | Votantes | Taxa de Participação |
| Freguesia                                       | PS    | CH    | AD    | BE   | CDU  | IL   | L    | PAN  | ADN  | Votantes | Taxa de Participação |
| ----------------------------------------------- | ----- | ----- | ----- | ---- | ---- | ---- | ---- | ---- | ---- | -------- | -------------------- |
| Freguesia                                       |       |       |       |      |      |      |      |      |      | Votantes | Taxa de Participação |
| Abrantes e Alferrarede                          | 26,62 | 25,11 | 25,35 | 5,66 | 3,30 | 4,02 | 3,25 | 1,59 | 1,30 | 9 813    | 69,64                |
| Aldeia do Mato e Souto                          | 17,77 | 15,08 | 52,27 | 2,48 | 3,31 | 1,86 | 0,62 | 1,65 | 0,62 | 484      | 73,56                |
| Alvega e Concavada                              | 43,04 | 27,59 | 11,16 | 4,55 | 5,00 | 1,34 | 1,25 | 2,05 | 0,89 | 1 120    | 68,33                |
| Bemposta                                        | 40,72 | 25,30 | 14,34 | 5,42 | 4,10 | 2,17 | 1,20 | 0,96 | 1,81 | 830      | 60,45                |
| Carvalhal                                       | 32,95 | 24,43 | 26,14 | 3,69 | 1,99 | 1,42 | 1,70 | 0,28 | 2,84 | 352      | 65,31                |
| Fontes                                          | 31,23 | 23,16 | 28,07 | 1,05 | 1,75 | 3,51 | 1,05 | 1,40 | 2,11 | 285      | 63,19                |
| Martinchel                                      | 32,88 | 23,29 | 26,09 | 1,71 | 2,40 | 3,77 | 2,74 | 2,05 | 2,40 | 292      | 62,80                |
| Mouriscas                                       | 32,37 | 22,26 | 18,71 | 6,77 | 6,02 | 4,19 | 2,37 | 2,15 | 1,72 | 930      | 67,44                |
| Pego                                            | 37,93 | 25,20 | 13,62 | 7,50 | 4,98 | 2,04 | 1,96 | 1,96 | 1,31 | 1 226    | 62,90                |
| Rio de Moinhos                                  | 33,06 | 26,84 | 19,48 | 3,93 | 3,60 | 2,78 | 1,80 | 1,47 | 2,29 | 611      | 66,34                |
| São Facundo e Vale das Mós                      | 48,05 | 18,41 | 9,46  | 6,81 | 7,19 | 2,40 | 1,39 | 1,01 | 0,76 | 793      | 71,70                |
| São Miguel do Rio Torto e Rossio ao Sul do Tejo | 36,38 | 27,82 | 17,09 | 5,07 | 3,95 | 2,25 | 1,79 | 1,33 | 1,21 | 2 405    | 63,06                |
| Tramagal                                        | 40,87 | 18,48 | 15,01 | 7,61 | 6,44 | 2,30 | 2,02 | 2,07 | 1,51 | 1 786    | 67,09                |
| Abrantes                                        | 32,36 | 24,38 | 21,25 | 5,61 | 4,09 | 3,14 | 2,44 | 1,61 | 1,37 | 20 927   | 67,40                |

### Alcanena
| Partido                 | Partido                                  | Votos  | %               | +/-   |
| ----------------------- | ---------------------------------------- | ------ | --------------- | ----- |
|                         | Aliança Democrática (PPD/PSD-CDS-PP-PPM) | 2 254  | 30,43 / 100,00  | 1,95  |
|                         | Partido Socialista                       | 2 029  | 27,40 / 100,00  | 12,12 |
|                         | CHEGA                                    | 1 528  | 20,63 / 100,00  | 12,10 |
|                         | Coligação Democrática Unitária (PCP-PEV) | 327    | 4,42 / 100,00   | 1,14  |
|                         | Iniciativa Liberal                       | 321    | 4,33 / 100,00   | 0,16  |
|                         | Bloco de Esquerda                        | 289    | 3,90 / 100,00   | 0,12  |
|                         | LIVRE                                    | 137    | 1,85 / 100,00   | 1,01  |
|                         | Alternativa Democrática Nacional         | 131    | 1,77 / 100,00   | -     |
|                         | Pessoas–Animais–Natureza                 | 125    | 1,69 / 100,00   | 0,56  |
|                         | Outros (com menos de 1,00%)              | 72     | 0,98 / 100,00   |       |
| Votos Inválidos         | Votos Inválidos                          | 193    | 2,61 / 100,00   | 0,14  |
| Total                   | Total                                    | 7 406  | 100,00 / 100,00 |       |
| Eleitorado/Participação | Eleitorado/Participação                  | 11 456 | 64,65 / 100,00  | 8,60  |

| Freguesia                       | %     | %     | %     | %    | %    | %    | %    | %    | %    | Votantes | Taxa de Participação |
| Freguesia                       | AD    | PS    | CH    | CDU  | IL   | BE   | L    | ADN  | PAN  | Votantes | Taxa de Participação |
| ------------------------------- | ----- | ----- | ----- | ---- | ---- | ---- | ---- | ---- | ---- | -------- | -------------------- |
| Freguesia                       |       |       |       |      |      |      |      |      |      | Votantes | Taxa de Participação |
| Alcanena e Vila Moreira         | 26,38 | 28,77 | 20,28 | 6,82 | 3,83 | 4,55 | 2,01 | 1,52 | 2,27 | 2 638    | 62,82                |
| Bugalhos                        | 24,16 | 37,21 | 20,99 | 3,53 | 3,00 | 3,88 | 1,23 | 1,23 | 1,23 | 567      | 61,56                |
| Malhou, Louriceira e Espinheiro | 22,49 | 35,52 | 19,69 | 4,92 | 3,76 | 4,63 | 1,74 | 1,45 | 1,54 | 1 036    | 68,16                |
| Minde                           | 38,73 | 19,12 | 22,09 | 2,70 | 5,95 | 3,14 | 2,15 | 1,82 | 1,49 | 1 815    | 69,20                |
| Moitas Venda                    | 38,80 | 23,80 | 17,80 | 1,20 | 2,00 | 4,20 | 2,20 | 3,00 | 2,40 | 500      | 61,27                |
| Monsanto                        | 23,52 | 35,38 | 24,62 | 3,30 | 5,71 | 2,20 | 0,44 | 0,66 | 0,44 | 455      | 64,36                |
| Serra de Santo António          | 46,58 | 16,20 | 17,22 | 1,52 | 5,06 | 2,78 | 1,77 | 4,56 | 0,25 | 395      | 58,96                |
| Alcanena                        | 30,43 | 27,40 | 20,63 | 4,42 | 4,33 | 3,90 | 1,85 | 1,77 | 1,69 | 7 406    | 64,65                |

### Almeirim
| Partido                 | Partido                                  | Votos  | %               | +/-   |
| ----------------------- | ---------------------------------------- | ------ | --------------- | ----- |
|                         | Partido Socialista                       | 3 962  | 32,98 / 100,00  | 15,01 |
|                         | CHEGA                                    | 3 096  | 25,77 / 100,00  | 12,87 |
|                         | Aliança Democrática (PPD/PSD-CDS-PP-PPM) | 2 429  | 20,22 / 100,00  | 0,73  |
|                         | Coligação Democrática Unitária (PCP-PEV) | 524    | 4,36 / 100,00   | 1,41  |
|                         | Bloco de Esquerda                        | 506    | 4,21 / 100,00   | 0,33  |
|                         | Iniciativa Liberal                       | 464    | 3,86 / 100,00   | 0,06  |
|                         | LIVRE                                    | 269    | 2,24 / 100,00   | 1,46  |
|                         | Pessoas–Animais–Natureza                 | 181    | 1,51 / 100,00   | 0,65  |
|                         | Alternativa Democrática Nacional         | 135    | 1,12 / 100,00   | -     |
|                         | Outros (com menos de 1,00%)              | 116    | 0,96 / 100,00   |       |
| Votos Inválidos         | Votos Inválidos                          | 331    | 2,75 / 100,00   | 0,70  |
| Total                   | Total                                    | 12 013 | 100,00 / 100,00 |       |
| Eleitorado/Participação | Eleitorado/Participação                  | 19 658 | 61,11 / 100,00  | 9,93  |

| Freguesia            | %     | %     | %     | %    | %    | %    | %    | %    | %    | Votantes | Taxa de Participação |
| Freguesia            | PS    | CH    | AD    | CDU  | BE   | IL   | L    | PAN  | ADN  | Votantes | Taxa de Participação |
| -------------------- | ----- | ----- | ----- | ---- | ---- | ---- | ---- | ---- | ---- | -------- | -------------------- |
| Freguesia            |       |       |       |      |      |      |      |      |      | Votantes | Taxa de Participação |
| Almeirim             | 30,44 | 24,16 | 23,63 | 3,89 | 4,47 | 4,41 | 2,59 | 1,63 | 1,18 | 6 606    | 61,44                |
| Benfica do Ribatejo  | 37,76 | 25,87 | 13,16 | 7,59 | 4,62 | 2,91 | 2,02 | 1,39 | 0,95 | 1 581    | 60,67                |
| Fazendas de Almeirim | 34,58 | 29,44 | 17,00 | 3,94 | 3,46 | 3,46 | 1,86 | 1,23 | 1,03 | 3 499    | 60,11                |
| Raposa               | 44,04 | 19,88 | 18,65 | 2,75 | 5,20 | 1,83 | 0,31 | 2,45 | 1,83 | 327      | 68,27                |
| Almeirim             | 32,98 | 25,77 | 20,22 | 4,36 | 4,21 | 3,86 | 2,24 | 1,51 | 1,12 | 12 013   | 61,11                |

### Alpiarça
| Partido                 | Partido                                  | Votos | %               | +/-   |
| ----------------------- | ---------------------------------------- | ----- | --------------- | ----- |
|                         | Partido Socialista                       | 1 302 | 31,39 / 100,00  | 14,58 |
|                         | CHEGA                                    | 834   | 20,11 / 100,00  | 12,13 |
|                         | Coligação Democrática Unitária (PCP-PEV) | 692   | 16,68 / 100,00  | 3,33  |
|                         | Aliança Democrática (PPD/PSD-CDS-PP-PPM) | 639   | 15,41 / 100,00  | 0,83  |
|                         | Bloco de Esquerda                        | 206   | 4,97 / 100,00   | 0,69  |
|                         | Iniciativa Liberal                       | 144   | 3,47 / 100,00   | 0,07  |
|                         | LIVRE                                    | 86    | 2,07 / 100,00   | 1,44  |
|                         | Pessoas–Animais–Natureza                 | 54    | 1,30 / 100,00   | 0,51  |
|                         | Outros (com menos de 1,00%)              | 68    | 1,64 / 100,00   |       |
| Votos Inválidos         | Votos Inválidos                          | 123   | 2,97 / 100,00   | 1,05  |
| Total                   | Total                                    | 4 148 | 100,00 / 100,00 |       |
| Eleitorado/Participação | Eleitorado/Participação                  | 6 290 | 65,95 / 100,00  | 7,73  |

| Freguesia | %     | %     | %     | %     | %    | %    | %    | %    | Votantes | Taxa de Participação |
| Freguesia | PS    | CH    | CDU   | PSD   | BE   | IL   | L    | PAN  | Votantes | Taxa de Participação |
| --------- | ----- | ----- | ----- | ----- | ---- | ---- | ---- | ---- | -------- | -------------------- |
| Freguesia |       |       |       |       |      |      |      |      | Votantes | Taxa de Participação |
| Alpiarça  | 31,39 | 20,11 | 16,68 | 15,41 | 4,97 | 3,47 | 2,07 | 1,30 | 4 148    | 65,95                |
| Alpiarça  | 31,39 | 20,11 | 16,68 | 15,41 | 4,97 | 3,47 | 2,07 | 1,30 | 4 148    | 65,95                |

### Benavente
| Partido                 | Partido                                  | Votos  | %               | +/-   |
| ----------------------- | ---------------------------------------- | ------ | --------------- | ----- |
|                         | CHEGA                                    | 4 902  | 29,98 / 100,00  | 14,33 |
|                         | Partido Socialista                       | 3 926  | 24,01 / 100,00  | 14,13 |
|                         | Aliança Democrática (PPD/PSD-CDS-PP-PPM) | 3 619  | 22,13 / 100,00  | 1,04  |
|                         | Coligação Democrática Unitária (PCP-PEV) | 1 010  | 6,18 / 100,00   | 2,17  |
|                         | Iniciativa Liberal                       | 736    | 4,50 / 100,00   | 0,33  |
|                         | Bloco de Esquerda                        | 705    | 4,31 / 100,00   | 0,03  |
|                         | LIVRE                                    | 474    | 2,90 / 100,00   | 1,76  |
|                         | Pessoas–Animais–Natureza                 | 239    | 1,46 / 100,00   | 0,09  |
|                         | Alternativa Democrática Nacional         | 192    | 1,17 / 100,00   | -     |
|                         | Outros (com menos de 1,00%)              | 157    | 0,96 / 100,00   |       |
| Votos Inválidos         | Votos Inválidos                          | 393    | 2,41 / 100,00   | 0,49  |
| Total                   | Total                                    | 16 353 | 100,00 / 100,00 |       |
| Eleitorado/Participação | Eleitorado/Participação                  | 24 872 | 65,75 / 100,00  | 11,01 |

| Freguesia      | %     | %     | %     | %     | %    | %    | %    | %    | %    | Votantes | Taxa de Participação |
| Freguesia      | CH    | PS    | AD    | CDU   | IL   | BE   | L    | PAN  | ADN  | Votantes | Taxa de Participação |
| -------------- | ----- | ----- | ----- | ----- | ---- | ---- | ---- | ---- | ---- | -------- | -------------------- |
| Freguesia      |       |       |       |       |      |      |      |      |      | Votantes | Taxa de Participação |
| Barrosa        | 28,92 | 33,43 | 10,84 | 13,25 | 3,61 | 3,31 | 2,11 | 0    | 0,30 | 332      | 61,37                |
| Benavente      | 28,18 | 22,00 | 23,83 | 7,37  | 4,84 | 4,02 | 2,98 | 1,26 | 1,10 | 5 099    | 64,59                |
| Samora Correia | 31,68 | 24,75 | 19,73 | 5,53  | 4,88 | 4,32 | 2,82 | 1,70 | 1,16 | 9 632    | 65,46                |
| Santo Estêvão  | 24,65 | 20,00 | 36,28 | 4,42  | 3,80 | 2,40 | 3,33 | 0,85 | 1,78 | 1 290    | 74,96                |
| Benavente      | 29,98 | 24,01 | 22,13 | 6,18  | 4,50 | 4,31 | 2,90 | 1,46 | 1,17 | 16 353   | 65,75                |

### Cartaxo
| Partido                 | Partido                                  | Votos  | %               | +/-   |
| ----------------------- | ---------------------------------------- | ------ | --------------- | ----- |
|                         | Partido Socialista                       | 4 178  | 30,07 / 100,00  | 14,89 |
|                         | CHEGA                                    | 3 319  | 23,89 / 100,00  | 13,16 |
|                         | Aliança Democrática (PPD/PSD-CDS-PP-PPM) | 3 226  | 23,22 / 100,00  | 0,49  |
|                         | Bloco de Esquerda                        | 699    | 5,03 / 100,00   | 0,13  |
|                         | Coligação Democrática Unitária (PCP-PEV) | 575    | 4,14 / 100,00   | 1,21  |
|                         | Iniciativa Liberal                       | 501    | 3,61 / 100,00   | 0,58  |
|                         | LIVRE                                    | 445    | 3,20 / 100,00   | 2,11  |
|                         | Pessoas–Animais–Natureza                 | 295    | 2,12 / 100,00   | 0,40  |
|                         | Alternativa Democrática Nacional         | 155    | 1,12 / 100,00   | -     |
|                         | Outros (com menos de 1,00%)              | 151    | 1,09 / 100,00   |       |
| Votos Inválidos         | Votos Inválidos                          | 348    | 2,50 / 100,00   | 0,58  |
| Total                   | Total                                    | 13 892 | 100,00 / 100,00 |       |
| Eleitorado/Participação | Eleitorado/Participação                  | 20 746 | 66,96 / 100,00  | 9,52  |

| Freguesia               | %     | %     | %     | %    | %    | %    | %    | %    | %    | Votantes | Taxa de Participação |
| Freguesia               | PS    | CH    | AD    | BE   | CDU  | IL   | L    | PAN  | ADN  | Votantes | Taxa de Participação |
| ----------------------- | ----- | ----- | ----- | ---- | ---- | ---- | ---- | ---- | ---- | -------- | -------------------- |
| Freguesia               |       |       |       |      |      |      |      |      |      | Votantes | Taxa de Participação |
| Cartaxo e Vale da Pinta | 27,02 | 22,95 | 26,70 | 5,03 | 3,83 | 3,97 | 3,72 | 2,38 | 1,06 | 7 172    | 66,30                |
| Ereira e Lapa           | 34,33 | 21,47 | 19,93 | 6,43 | 5,34 | 2,63 | 3,44 | 2,08 | 1,36 | 1 104    | 67,90                |
| Pontével                | 32,53 | 26,63 | 18,65 | 5,27 | 4,48 | 3,46 | 2,33 | 1,54 | 1,17 | 2 659    | 67,06                |
| Valada                  | 40,15 | 22,41 | 15,52 | 3,45 | 8,37 | 1,23 | 2,71 | 1,48 | 1,23 | 406      | 69,17                |
| Vale da Pedra           | 31,92 | 30,20 | 16,77 | 4,04 | 4,95 | 3,94 | 2,32 | 1,92 | 0,51 | 990      | 68,56                |
| Vila Chã de Ourique     | 33,12 | 21,65 | 23,45 | 4,68 | 2,50 | 3,27 | 2,82 | 2,24 | 1,47 | 1 561    | 67,69                |
| Cartaxo                 | 30,07 | 23,89 | 23,22 | 5,03 | 4,14 | 3,61 | 3,20 | 2,12 | 1,12 | 13 892   | 66,96                |

### Chamusca
| Partido                 | Partido                                  | Votos | %               | +/-   |
| ----------------------- | ---------------------------------------- | ----- | --------------- | ----- |
|                         | Partido Socialista                       | 1 683 | 34,40 / 100,00  | 12,59 |
|                         | CHEGA                                    | 1 157 | 23,65 / 100,00  | 11,64 |
|                         | Aliança Democrática (PPD/PSD-CDS-PP-PPM) | 968   | 19,79 / 100,00  | 1,27  |
|                         | Coligação Democrática Unitária (PCP-PEV) | 412   | 8,42 / 100,00   | 1,86  |
|                         | Bloco de Esquerda                        | 200   | 4,09 / 100,00   | 0,66  |
|                         | Iniciativa Liberal                       | 119   | 2,43 / 100,00   | 0,13  |
|                         | LIVRE                                    | 79    | 1,61 / 100,00   | 1,02  |
|                         | Pessoas–Animais–Natureza                 | 57    | 1,17 / 100,00   | 0,56  |
|                         | Alternativa Democrática Nacional         | 54    | 1,10 / 100,00   | -     |
|                         | Outros (com menos de 1,00%)              | 54    | 1,10 / 100,00   |       |
| Votos Inválidos         | Votos Inválidos                          | 109   | 2,22 / 100,00   | 0,61  |
| Total                   | Total                                    | 4 892 | 100,00 / 100,00 |       |
| Eleitorado/Participação | Eleitorado/Participação                  | 7 557 | 64,73 / 100,00  | 7,19  |

| Freguesia                  | %     | %     | %     | %     | %    | %    | %    | %    | %    | Votantes | Taxa de Participação |
| Freguesia                  | PS    | CH    | AD    | CDU   | BE   | IL   | L    | PAN  | ADN  | Votantes | Taxa de Participação |
| -------------------------- | ----- | ----- | ----- | ----- | ---- | ---- | ---- | ---- | ---- | -------- | -------------------- |
| Freguesia                  |       |       |       |       |      |      |      |      |      | Votantes | Taxa de Participação |
| Carregueira                | 31,91 | 33,30 | 14,27 | 5,45  | 5,95 | 1,78 | 0,89 | 1,39 | 1,68 | 1 009    | 64,51                |
| Chamusca e Pinheiro Grande | 30,57 | 22,33 | 22,61 | 9,44  | 4,37 | 3,27 | 2,21 | 1,20 | 0,74 | 2 172    | 66,63                |
| Parreira e Chouto          | 37,81 | 24,55 | 25,04 | 3,76  | 1,15 | 1,47 | 1,31 | 0,82 | 1,47 | 611      | 57,53                |
| Ulme                       | 46,15 | 20,23 | 18,06 | 4,18  | 2,17 | 1,51 | 1,34 | 1,17 | 0,84 | 598      | 67,12                |
| Vale de Cavalos            | 37,85 | 12,95 | 14,34 | 20,72 | 4,98 | 2,39 | 1,20 | 1,00 | 1,39 | 502      | 64,36                |
| Chamusca                   | 34,40 | 23,65 | 19,79 | 8,42  | 4,09 | 2,43 | 1,61 | 1,17 | 1,10 | 4 892    | 64,73                |

### Constância
| Partido                 | Partido                                  | Votos | %               | +/-   |
| ----------------------- | ---------------------------------------- | ----- | --------------- | ----- |
|                         | Partido Socialista                       | 761   | 31,63 / 100,00  | 13,87 |
|                         | CHEGA                                    | 668   | 27,76 / 100,00  | 12,99 |
|                         | Aliança Democrática (PPD/PSD-CDS-PP-PPM) | 409   | 17,00 / 100,00  | 0,47  |
|                         | Coligação Democrática Unitária (PCP-PEV) | 173   | 7,19 / 100,00   | 2,80  |
|                         | Bloco de Esquerda                        | 94    | 3,91 / 100,00   | 0,45  |
|                         | Iniciativa Liberal                       | 78    | 3,24 / 100,00   | 0,07  |
|                         | Pessoas–Animais–Natureza                 | 58    | 2,41 / 100,00   | 1,04  |
|                         | LIVRE                                    | 46    | 1,91 / 100,00   | 0,87  |
|                         | Alternativa Democrática Nacional         | 28    | 1,16 / 100,00   | -     |
|                         | Outros (com menos de 1,00%)              | 15    | 0,61 / 100,00   |       |
| Votos Inválidos         | Votos Inválidos                          | 76    | 3,15 / 100,00   | 0,78  |
| Total                   | Total                                    | 2 406 | 100,00 / 100,00 |       |
| Eleitorado/Participação | Eleitorado/Participação                  | 3 361 | 71,59 / 100,00  | 7,86  |

| Freguesia                  | %     | %     | %     | %    | %    | %    | %    | %    | %    | Votantes | Taxa de Participação |
| Freguesia                  | PS    | CH    | AD    | CDU  | BE   | IL   | PAN  | L    | ADN  | Votantes | Taxa de Participação |
| -------------------------- | ----- | ----- | ----- | ---- | ---- | ---- | ---- | ---- | ---- | -------- | -------------------- |
| Freguesia                  |       |       |       |      |      |      |      |      |      | Votantes | Taxa de Participação |
| Constância                 | 26,38 | 27,80 | 22,43 | 6,00 | 3,95 | 3,79 | 3,16 | 2,84 | 0,95 | 633      | 73,60                |
| Montalvo                   | 33,03 | 29,72 | 16,51 | 6,34 | 2,77 | 2,91 | 1,32 | 1,32 | 1,32 | 757      | 71,62                |
| Santa Margarida da Coutada | 33,86 | 26,28 | 13,98 | 8,56 | 4,72 | 3,15 | 2,76 | 1,77 | 1,18 | 1 016    | 70,36                |
| Constância                 | 31,63 | 27,76 | 17,00 | 7,19 | 3,91 | 3,24 | 2,41 | 1,91 | 1,16 | 2 406    | 71,59                |

### Coruche
| Partido                 | Partido                                  | Votos  | %               | +/-   |
| ----------------------- | ---------------------------------------- | ------ | --------------- | ----- |
|                         | Partido Socialista                       | 3 404  | 34,08 / 100,00  | 13,57 |
|                         | CHEGA                                    | 2 313  | 23,16 / 100,00  | 12,92 |
|                         | Aliança Democrática (PPD/PSD-CDS-PP-PPM) | 2 041  | 20,43 / 100,00  | 0,68  |
|                         | Coligação Democrática Unitária (PCP-PEV) | 979    | 9,80 / 100,00   | 2,14  |
|                         | Bloco de Esquerda                        | 359    | 3,59 / 100,00   | 0,65  |
|                         | Iniciativa Liberal                       | 244    | 2,44 / 100,00   | 0,16  |
|                         | LIVRE                                    | 155    | 1,55 / 100,00   | 1,09  |
|                         | Alternativa Democrática Nacional         | 110    | 1,10 / 100,00   | -     |
|                         | Outros (com menos de 1,00%)              | 173    | 1,73 / 100,00   |       |
| Votos Inválidos         | Votos Inválidos                          | 211    | 2,11 / 100,00   | 0,46  |
| Total                   | Total                                    | 9 989  | 100,00 / 100,00 |       |
| Eleitorado/Participação | Eleitorado/Participação                  | 15 631 | 63,91 / 100,00  | 7,59  |

| Freguesia               | %     | %     | %     | %     | %    | %    | %    | %    | Votantes | Taxa de Participação |
| Freguesia               | PS    | CH    | AD    | CDU   | BE   | IL   | L    | ADN  | Votantes | Taxa de Participação |
| ----------------------- | ----- | ----- | ----- | ----- | ---- | ---- | ---- | ---- | -------- | -------------------- |
| Freguesia               |       |       |       |       |      |      |      |      | Votantes | Taxa de Participação |
| Biscainho               | 28,04 | 28,97 | 28,60 | 2,95  | 2,03 | 2,95 | 0,92 | 2,58 | 542      | 64,37                |
| Branca                  | 33,33 | 26,27 | 20,67 | 7,07  | 2,67 | 3,07 | 1,20 | 1,47 | 750      | 63,61                |
| Coruche, Fajarda e Erra | 32,68 | 24,21 | 22,84 | 6,57  | 3,97 | 2,63 | 1,93 | 1,13 | 5 998    | 63,23                |
| Couço                   | 34,98 | 14,95 | 9,80  | 32,29 | 2,61 | 1,02 | 0,94 | 0,22 | 1 378    | 68,02                |
| Santana do Mato         | 33,98 | 27,96 | 18,64 | 8,16  | 3,50 | 0,97 | 1,36 | 1,36 | 515      | 62,80                |
| São José da Lamarosa    | 47,77 | 19,48 | 16,13 | 3,60  | 4,47 | 3,47 | 0,62 | 1,12 | 806      | 63,07                |
| Coruche                 | 34,08 | 23,16 | 20,43 | 9,80  | 3,59 | 2,44 | 1,55 | 1,10 | 9 989    | 63,91                |

### Entroncamento
| Partido                 | Partido                                  | Votos  | %               | +/-   |
| ----------------------- | ---------------------------------------- | ------ | --------------- | ----- |
|                         | Partido Socialista                       | 3 375  | 29,36 / 100,00  | 11,42 |
|                         | CHEGA                                    | 2 868  | 24,95 / 100,00  | 12,53 |
|                         | Aliança Democrática (PPD/PSD-CDS-PP-PPM) | 2 719  | 23,65 / 100,00  | 1,14  |
|                         | Bloco de Esquerda                        | 630    | 5,48 / 100,00   | 0,67  |
|                         | Iniciativa Liberal                       | 514    | 4,47 / 100,00   | 0,52  |
|                         | LIVRE                                    | 359    | 3,12 / 100,00   | 2,02  |
|                         | Coligação Democrática Unitária (PCP-PEV) | 325    | 2,83 / 100,00   | 1,71  |
|                         | Pessoas–Animais–Natureza                 | 209    | 1,82 / 100,00   | 0,50  |
|                         | Outros (com menos de 1,00%)              | 216    | 1,88 / 100,00   |       |
| Votos Inválidos         | Votos Inválidos                          | 280    | 2,44 / 100,00   | 0,52  |
| Total                   | Total                                    | 11 495 | 100,00 / 100,00 |       |
| Eleitorado/Participação | Eleitorado/Participação                  | 16 829 | 68,30 / 100,00  | 8,52  |

| Freguesia               | %     | %     | %     | %    | %    | %    | %    | %    | Votantes | Taxa de Participação |
| Freguesia               | PS    | CH    | AD    | BE   | IL   | L    | CDU  | PAN  | Votantes | Taxa de Participação |
| ----------------------- | ----- | ----- | ----- | ---- | ---- | ---- | ---- | ---- | -------- | -------------------- |
| Freguesia               |       |       |       |      |      |      |      |      | Votantes | Taxa de Participação |
| Nossa Senhora de Fátima | 26,97 | 27,18 | 24,29 | 5,18 | 4,90 | 3,04 | 2,27 | 1,82 | 7 082    | 68,31                |
| São João Batista        | 33,20 | 21,37 | 22,64 | 5,96 | 3,78 | 3,26 | 3,72 | 1,81 | 4 413    | 68,29                |
| Entroncamento           | 29,36 | 24,95 | 23,65 | 5,48 | 4,47 | 3,12 | 2,83 | 1,82 | 11 495   | 68,30                |

### Ferreira do Zêzere
| Partido                 | Partido                                  | Votos | %               | +/-   |
| ----------------------- | ---------------------------------------- | ----- | --------------- | ----- |
|                         | Aliança Democrática (PPD/PSD-CDS-PP-PPM) | 1 755 | 36,10 / 100,00  | 1,16  |
|                         | Partido Socialista                       | 1 198 | 24,65 / 100,00  | 18,47 |
|                         | CHEGA                                    | 1 040 | 21,39 / 100,00  | 13,45 |
|                         | Iniciativa Liberal                       | 169   | 3,48 / 100,00   | 0,20  |
|                         | Bloco de Esquerda                        | 148   | 3,04 / 100,00   | 0,50  |
|                         | Alternativa Democrática Nacional         | 110   | 2,26 / 100,00   | -     |
|                         | Pessoas–Animais–Natureza                 | 79    | 1,63 / 100,00   | 0,20  |
|                         | LIVRE                                    | 72    | 1,48 / 100,00   | 0,83  |
|                         | Coligação Democrática Unitária (PCP-PEV) | 67    | 1,38 / 100,00   | 0,26  |
|                         | Outros (com menos de 1,00%)              | 54    | 1,10 / 100,00   |       |
| Votos Inválidos         | Votos Inválidos                          | 169   | 3,48 / 100,00   | 0,57  |
| Total                   | Total                                    | 4 861 | 100,00 / 100,00 |       |
| Eleitorado/Participação | Eleitorado/Participação                  | 6 846 | 71,00 / 100,00  | 8,22  |

| Freguesia               | %     | %     | %     | %    | %    | %    | %    | %    | %    | Votantes | Taxa de Participação |
| Freguesia               | AD    | PS    | CH    | IL   | BE   | ADN  | PAN  | L    | CDU  | Votantes | Taxa de Participação |
| ----------------------- | ----- | ----- | ----- | ---- | ---- | ---- | ---- | ---- | ---- | -------- | -------------------- |
| Freguesia               |       |       |       |      |      |      |      |      |      | Votantes | Taxa de Participação |
| Águas Belas             | 30,96 | 31,09 | 21,74 | 2,64 | 2,77 | 1,84 | 1,45 | 1,84 | 1,98 | 759      | 75,22                |
| Areias e Pias           | 44,06 | 20,95 | 18,25 | 1,84 | 2,92 | 3,35 | 1,51 | 1,19 | 1,40 | 926      | 67,94                |
| Beco                    | 41,99 | 20,35 | 22,99 | 3,03 | 2,60 | 2,16 | 1,73 | 1,08 | 0,65 | 462      | 66,28                |
| Chãos                   | 41,98 | 19,85 | 24,43 | 1,53 | 1,91 | 3,05 | 0,76 | 1,15 | 1,91 | 262      | 60,93                |
| Ferreira do Zêzere      | 31,98 | 25,60 | 21,55 | 5,35 | 3,50 | 1,85 | 2,13 | 1,58 | 1,44 | 1 457    | 74,30                |
| Igreja Nova do Sobral   | 31,12 | 22,48 | 25,36 | 4,61 | 2,31 | 2,88 | 1,73 | 1,73 | 0,86 | 347      | 66,48                |
| Nossa Senhora do Pranto | 36,11 | 26,39 | 21,14 | 3,09 | 3,70 | 1,54 | 1,08 | 1,54 | 1,08 | 648      | 75,00                |
| Ferreira do Zêzere      | 36,10 | 24,65 | 21,39 | 3,48 | 3,04 | 2,26 | 1,63 | 1,48 | 1,38 | 4 861    | 71,00                |

### Golegã
| Partido                 | Partido                                  | Votos | %               | +/-   |
| ----------------------- | ---------------------------------------- | ----- | --------------- | ----- |
|                         | Partido Socialista                       | 999   | 31,45 / 100,00  | 14,02 |
|                         | CHEGA                                    | 756   | 23,80 / 100,00  | 12,59 |
|                         | Aliança Democrática (PPD/PSD-CDS-PP-PPM) | 730   | 22,98 / 100,00  | 1,51  |
|                         | Coligação Democrática Unitária (PCP-PEV) | 182   | 5,73 / 100,00   | 2,86  |
|                         | Bloco de Esquerda                        | 144   | 4,53 / 100,00   | 0,59  |
|                         | Iniciativa Liberal                       | 82    | 2,58 / 100,00   | 0,15  |
|                         | LIVRE                                    | 71    | 2,24 / 100,00   | 1,45  |
|                         | Alternativa Democrática Nacional         | 48    | 1,51 / 100,00   | -     |
|                         | Pessoas–Animais–Natureza                 | 34    | 1,07 / 100,00   | 0,39  |
|                         | Outros (com menos de 1,00%)              | 31    | 0,98 / 100,00   |       |
| Votos Inválidos         | Votos Inválidos                          | 99    | 3,12 / 100,00   | 1,69  |
| Total                   | Total                                    | 3 176 | 100,00 / 100,00 |       |
| Eleitorado/Participação | Eleitorado/Participação                  | 4 750 | 66,86 / 100,00  | 9,20  |

| Freguesia  | %     | %     | %     | %     | %    | %    | %    | %    | %    | Votantes | Taxa de Participação |
| Freguesia  | PS    | CH    | AD    | CDU   | BE   | IL   | L    | ADN  | PAN  | Votantes | Taxa de Participação |
| ---------- | ----- | ----- | ----- | ----- | ---- | ---- | ---- | ---- | ---- | -------- | -------------------- |
| Freguesia  |       |       |       |       |      |      |      |      |      | Votantes | Taxa de Participação |
| Azinhaga   | 37,27 | 20,46 | 15,35 | 12,30 | 5,60 | 2,31 | 1,46 | 1,22 | 0,61 | 821      | 65,68                |
| Golegã     | 27,49 | 25,51 | 26,97 | 3,02  | 4,15 | 2,92 | 2,59 | 1,79 | 1,32 | 2 121    | 67,44                |
| Pombalinho | 47,01 | 20,09 | 13,68 | 7,26  | 4,27 | 0,43 | 1,71 | 0    | 0,43 | 234      | 65,92                |
| Golegã     | 31,45 | 23,80 | 22,98 | 5,73  | 4,53 | 2,58 | 2,24 | 1,51 | 1,07 | 3 176    | 66,86                |

### Mação
| Partido                 | Partido                                  | Votos | %               | +/-   |
| ----------------------- | ---------------------------------------- | ----- | --------------- | ----- |
|                         | Aliança Democrática (PPD/PSD-CDS-PP-PPM) | 1 359 | 32,86 / 100,00  | 3,68  |
|                         | Partido Socialista                       | 1 227 | 29,67 / 100,00  | 10,51 |
|                         | CHEGA                                    | 768   | 18,57 / 100,00  | 9,71  |
|                         | Bloco de Esquerda                        | 158   | 3,82 / 100,00   | 0,15  |
|                         | Iniciativa Liberal                       | 112   | 2,71 / 100,00   | 0,90  |
|                         | Coligação Democrática Unitária (PCP-PEV) | 106   | 2,56 / 100,00   | 0,68  |
|                         | Alternativa Democrática Nacional         | 90    | 2,18 / 100,00   | -     |
|                         | LIVRE                                    | 73    | 1,76 / 100,00   | 0,98  |
|                         | Pessoas–Animais–Natureza                 | 55    | 1,33 / 100,00   | 0,66  |
|                         | Outros (com menos de 1,00%)              | 61    | 1,47 / 100,00   |       |
| Votos Inválidos         | Votos Inválidos                          | 127   | 3,07 / 100,00   | 0,37  |
| Total                   | Total                                    | 4 136 | 100,00 / 100,00 |       |
| Eleitorado/Participação | Eleitorado/Participação                  | 5 696 | 72,61 / 100,00  | 6,70  |

| Freguesia                      | %     | %     | %     | %    | %    | %    | %    | %    | %    | Votantes | Taxa de Participação |
| Freguesia                      | AD    | PS    | CH    | BE   | IL   | CDU  | ADN  | L    | PAN  | Votantes | Taxa de Participação |
| ------------------------------ | ----- | ----- | ----- | ---- | ---- | ---- | ---- | ---- | ---- | -------- | -------------------- |
| Freguesia                      |       |       |       |      |      |      |      |      |      | Votantes | Taxa de Participação |
| Amêndoa                        | 39,23 | 29,23 | 15,77 | 1,54 | 3,08 | 1,92 | 4,23 | 1,15 | 1,54 | 260      | 67,36                |
| Cardigos                       | 47,52 | 18,38 | 19,70 | 1,66 | 2,48 | 0,33 | 2,65 | 2,48 | 1,16 | 604      | 73,30                |
| Carvoeiro                      | 37,83 | 27,63 | 21,71 | 1,32 | 1,32 | 0,99 | 1,64 | 1,32 | 0,99 | 304      | 68,16                |
| Envendos                       | 28,43 | 37,33 | 16,44 | 3,29 | 1,93 | 2,71 | 2,51 | 2,32 | 0,97 | 517      | 69,58                |
| Mação, Penhascoso e Aboboreira | 30,25 | 30,10 | 18,24 | 4,96 | 3,21 | 3,12 | 1,89 | 1,70 | 1,47 | 2 116    | 74,17                |
| Ortiga                         | 20,30 | 37,61 | 21,19 | 5,37 | 2,09 | 4,78 | 1,49 | 0,90 | 1,49 | 335      | 75,45                |
| Mação                          | 32,86 | 29,67 | 18,57 | 3,82 | 2,71 | 2,56 | 2,18 | 1,76 | 1,33 | 4 136    | 72,61                |

### Ourém
| Partido                 | Partido                                  | Votos  | %               | +/-   |
| ----------------------- | ---------------------------------------- | ------ | --------------- | ----- |
|                         | Aliança Democrática (PPD/PSD-CDS-PP-PPM) | 12 120 | 45,57 / 100,00  | 5,20  |
|                         | CHEGA                                    | 6 229  | 23,42 / 100,00  | 13,55 |
|                         | Partido Socialista                       | 3 615  | 13,59 / 100,00  | 10,86 |
|                         | Iniciativa Liberal                       | 1 160  | 4,36 / 100,00   | 0,08  |
|                         | Bloco de Esquerda                        | 662    | 2,49 / 100,00   | 0,52  |
|                         | Alternativa Democrática Nacional         | 615    | 2,31 / 100,00   | -     |
|                         | LIVRE                                    | 532    | 2,00 / 100,00   | 1,05  |
|                         | Pessoas–Animais–Natureza                 | 333    | 1,25 / 100,00   | 0,11  |
|                         | Outros (com menos de 1,00%)              | 582    | 2,19 / 100,00   |       |
| Votos Inválidos         | Votos Inválidos                          | 751    | 2,83 / 100,00   | 0,01  |
| Total                   | Total                                    | 26 599 | 100,00 / 100,00 |       |
| Eleitorado/Participação | Eleitorado/Participação                  | 40 464 | 65,73 / 100,00  | 8,56  |

| Freguesia                                 | %     | %     | %     | %    | %    | %    | %    | %    | Votantes | Taxa de Participação |
| Freguesia                                 | AD    | CH    | PS    | IL   | BE   | ADN  | L    | PAN  | Votantes | Taxa de Participação |
| ----------------------------------------- | ----- | ----- | ----- | ---- | ---- | ---- | ---- | ---- | -------- | -------------------- |
| Freguesia                                 |       |       |       |      |      |      |      |      | Votantes | Taxa de Participação |
| Alburitel                                 | 34,18 | 19,64 | 26,09 | 4,05 | 3,30 | 2,10 | 1,50 | 0,90 | 667      | 75,97                |
| Atouguia                                  | 48,33 | 21,75 | 12,30 | 4,76 | 2,84 | 2,20 | 1,49 | 1,14 | 1 407    | 68,94                |
| Caxarias                                  | 39,82 | 22,85 | 19,78 | 4,47 | 2,90 | 2,07 | 2,73 | 1,24 | 1 208    | 63,81                |
| Espite                                    | 39,36 | 27,51 | 14,06 | 3,82 | 1,81 | 2,41 | 2,21 | 0,80 | 498      | 51,13                |
| Fátima                                    | 49,69 | 23,53 | 9,96  | 5,30 | 1,99 | 1,87 | 0,76 | 1,31 | 7 343    | 67,87                |
| Freixianda, Ribeira do Fárrio e Formigais | 52,17 | 27,88 | 8,18  | 2,35 | 1,13 | 2,10 | 0,97 | 0,56 | 1 955    | 61,11                |
| Gondemaria e Olival                       | 46,68 | 24,08 | 11,90 | 3,83 | 2,75 | 3,09 | 1,32 | 1,14 | 1 748    | 63,47                |
| Matas e Cercal                            | 53,14 | 21,51 | 10,21 | 4,28 | 2,55 | 1,46 | 1,09 | 0,64 | 1 097    | 68,78                |
| Nossa Senhora da Piedade                  | 38,74 | 22,26 | 18,61 | 3,79 | 3,58 | 1,98 | 3,26 | 1,84 | 4 138    | 66,31                |
| Nossa Senhora das Misericórdias           | 43,13 | 23,78 | 13,48 | 4,99 | 2,82 | 2,03 | 2,46 | 1,57 | 3 049    | 71,06                |
| Rio de Couros e Casal dos Bernardos       | 52,67 | 22,36 | 10,35 | 4,14 | 1,54 | 3,74 | 0,87 | 0,67 | 1 498    | 59,92                |
| Seiça                                     | 33,90 | 20,82 | 26,96 | 3,83 | 2,85 | 1,87 | 2,31 | 1,42 | 1 124    | 63,86                |
| Urqueira                                  | 43,71 | 26,69 | 12,57 | 3,46 | 2,65 | 2,42 | 1,96 | 0,92 | 867      | 57,04                |
| Ourém                                     | 45,57 | 23,42 | 13,59 | 4,36 | 2,49 | 2,31 | 2,00 | 1,25 | 26 599   | 65,73                |

### Rio Maior
| Partido                 | Partido                                  | Votos  | %               | +/-   |
| ----------------------- | ---------------------------------------- | ------ | --------------- | ----- |
|                         | Aliança Democrática (PPD/PSD-CDS-PP-PPM) | 4 233  | 35,45 / 100,00  | 1,82  |
|                         | Partido Socialista                       | 2 806  | 23,50 / 100,00  | 14,48 |
|                         | CHEGA                                    | 2 778  | 23,26 / 100,00  | 13,34 |
|                         | Iniciativa Liberal                       | 444    | 3,72 / 100,00   | 0,33  |
|                         | Bloco de Esquerda                        | 352    | 2,95 / 100,00   | 0,39  |
|                         | LIVRE                                    | 292    | 2,45 / 100,00   | 1,58  |
|                         | Coligação Democrática Unitária (PCP-PEV) | 223    | 1,87 / 100,00   | 1,02  |
|                         | Pessoas–Animais–Natureza                 | 179    | 1,50 / 100,00   | 0,62  |
|                         | Alternativa Democrática Nacional         | 162    | 1,36 / 100,00   | -     |
|                         | Outros (com menos de 1,00%)              | 107    | 0,90 / 100,00   |       |
| Votos Inválidos         | Votos Inválidos                          | 365    | 3,06 / 100,00   | 0,58  |
| Total                   | Total                                    | 11 941 | 100,00 / 100,00 |       |
| Eleitorado/Participação | Eleitorado/Participação                  | 17 807 | 67,06 / 100,00  | 9,06  |

| Freguesia                                 | %     | %     | %     | %    | %    | %    | %    | %    | %    | Votantes | Taxa de Participação |
| Freguesia                                 | AD    | PS    | CH    | IL   | BE   | L    | CDU  | PAN  | ADN  | Votantes | Taxa de Participação |
| ----------------------------------------- | ----- | ----- | ----- | ---- | ---- | ---- | ---- | ---- | ---- | -------- | -------------------- |
| Freguesia                                 |       |       |       |      |      |      |      |      |      | Votantes | Taxa de Participação |
| Alcobertas                                | 47,58 | 13,33 | 23,01 | 3,56 | 1,28 | 2,47 | 0,73 | 0,73 | 2,10 | 1 095    | 75,10                |
| Arrouquelas                               | 24,67 | 38,06 | 15,75 | 1,57 | 1,84 | 8,92 | 3,15 | 1,84 | 1,84 | 381      | 75,45                |
| Asseiceira                                | 27,37 | 24,01 | 28,90 | 3,36 | 3,82 | 1,53 | 3,52 | 1,99 | 1,22 | 654      | 72,03                |
| Azambujeira e Malaqueijo                  | 32,04 | 32,26 | 21,51 | 1,72 | 1,94 | 2,37 | 1,51 | 1,29 | 0,43 | 465      | 66,05                |
| Fráguas                                   | 30,97 | 27,43 | 24,07 | 3,36 | 2,61 | 0,75 | 1,87 | 0,56 | 2,61 | 536      | 71,47                |
| Marmeleira e Assentiz                     | 26,44 | 28,35 | 19,16 | 4,02 | 3,64 | 5,94 | 5,94 | 1,92 | 0,77 | 522      | 71,60                |
| Outeiro da Cortiçada e Arruda dos Pisões  | 35,20 | 25,55 | 21,50 | 3,12 | 4,83 | 1,87 | 1,87 | 1,56 | 1,25 | 642      | 72,30                |
| Rio Maior                                 | 36,18 | 22,63 | 23,54 | 4,22 | 2,96 | 2,15 | 1,51 | 1,68 | 1,31 | 6 562    | 63,70                |
| São João da Ribeira e Ribeira de São João | 32,16 | 24,97 | 26,86 | 2,65 | 4,41 | 2,02 | 2,14 | 1,26 | 0,88 | 793      | 70,30                |
| São Sebastião                             | 45,02 | 22,68 | 17,87 | 4,12 | 1,37 | 2,06 | 1,37 | 0,69 | 1,03 | 291      | 66,90                |
| Rio Maior                                 | 35,45 | 23,50 | 23,26 | 3,72 | 2,95 | 2,45 | 1,87 | 1,50 | 1,36 | 11 941   | 67,06                |

### Salvaterra de Magos
| Partido                 | Partido                                  | Votos  | %               | +/-   |
| ----------------------- | ---------------------------------------- | ------ | --------------- | ----- |
|                         | CHEGA                                    | 3 511  | 29,21 / 100,00  | 14,92 |
|                         | Partido Socialista                       | 3 414  | 28,40 / 100,00  | 16,39 |
|                         | Aliança Democrática (PPD/PSD-CDS-PP-PPM) | 2 787  | 19,03 / 100,00  | 0,47  |
|                         | Bloco de Esquerda                        | 687    | 5,72 / 100,00   | 0,13  |
|                         | Coligação Democrática Unitária (PCP-PEV) | 567    | 4,72 / 100,00   | 1,79  |
|                         | Iniciativa Liberal                       | 468    | 3,89 / 100,00   | 0,09  |
|                         | LIVRE                                    | 291    | 2,42 / 100,00   | 1,63  |
|                         | Pessoas–Animais–Natureza                 | 212    | 1,76 / 100,00   | 0,54  |
|                         | Alternativa Democrática Nacional         | 135    | 1,12 / 100,00   | -     |
|                         | Outros (com menos de 1,00%)              | 111    | 0,93 / 100,00   |       |
| Votos Inválidos         | Votos Inválidos                          | 337    | 2,81 / 100,00   | 0,32  |
| Total                   | Total                                    | 12 020 | 100,00 / 100,00 |       |
| Eleitorado/Participação | Eleitorado/Participação                  | 19 595 | 61,34 / 100,00  | 10,41 |

| Freguesia                                 | %     | %     | %     | %    | %    | %    | %    | %    | %    | Votantes | Taxa de Participação |
| Freguesia                                 | CH    | PS    | PSD   | BE   | CDU  | IL   | L    | PAN  | ADN  | Votantes | Taxa de Participação |
| ----------------------------------------- | ----- | ----- | ----- | ---- | ---- | ---- | ---- | ---- | ---- | -------- | -------------------- |
| Freguesia                                 |       |       |       |      |      |      |      |      |      | Votantes | Taxa de Participação |
| Glória do Ribatejo e Granho               | 24,36 | 38,74 | 10,13 | 8,44 | 7,22 | 2,56 | 1,74 | 1,69 | 0,82 | 1 954    | 57,25                |
| Marinhais                                 | 29,10 | 27,11 | 21,32 | 4,53 | 4,02 | 4,10 | 2,72 | 2,18 | 1,32 | 3 711    | 64,97                |
| Muge                                      | 26,23 | 45,37 | 13,12 | 4,63 | 2,16 | 2,16 | 1,70 | 0,62 | 0,93 | 648      | 62,85                |
| Salvaterra de Magos e Foros de Salvaterra | 31,28 | 23,78 | 21,25 | 5,68 | 4,61 | 4,42 | 2,54 | 1,65 | 1,12 | 5 707    | 60,46                |
| Salvaterra de Magos                       | 29,21 | 28,40 | 19,03 | 5,72 | 4,72 | 3,89 | 2,42 | 1,76 | 1,12 | 12 020   | 61,34                |

### Santarém
| Partido                 | Partido                                  | Votos  | %               | +/-   |
| ----------------------- | ---------------------------------------- | ------ | --------------- | ----- |
|                         | Aliança Democrática (PPD/PSD-CDS-PP-PPM) | 10 287 | 29,67 / 100,00  | 0,57  |
|                         | Partido Socialista                       | 9 859  | 28,44 / 100,00  | 12,82 |
|                         | CHEGA                                    | 7 152  | 20,63 / 100,00  | 10,31 |
|                         | Bloco de Esquerda                        | 1 477  | 4,26 / 100,00   | 0,04  |
|                         | Iniciativa Liberal                       | 1 461  | 4,21 / 100,00   | 0,22  |
|                         | Coligação Democrática Unitária (PCP-PEV) | 1 324  | 3,82 / 100,00   | 1,04  |
|                         | LIVRE                                    | 982    | 2,83 / 100,00   | 1,99  |
|                         | Pessoas–Animais–Natureza                 | 489    | 1,41 / 100,00   | 0,29  |
|                         | Alternativa Democrática Nacional         | 427    | 1,23 / 100,00   | -     |
|                         | Outros (com menos de 1,00%)              | 344    | 0,99 / 100,00   |       |
| Votos Inválidos         | Votos Inválidos                          | 868    | 2,50 / 100,00   | 0,68  |
| Total                   | Total                                    | 34 670 | 100,00 / 100,00 |       |
| Eleitorado/Participação | Eleitorado/Participação                  | 51 027 | 67,94 / 100,00  | 7,90  |

| Freguesia                                  | %     | %     | %     | %    | %    | %     | %    | %    | %    | Votantes | Taxa de Participação |
| Freguesia                                  | AD    | PS    | CH    | BE   | IL   | CDU   | L    | PAN  | ADN  | Votantes | Taxa de Participação |
| ------------------------------------------ | ----- | ----- | ----- | ---- | ---- | ----- | ---- | ---- | ---- | -------- | -------------------- |
| Freguesia                                  |       |       |       |      |      |       |      |      |      | Votantes | Taxa de Participação |
| Abitureiras                                | 27,71 | 34,99 | 22,91 | 2,66 | 2,13 | 1,60  | 3,02 | 1,42 | 1,07 | 563      | 71,99                |
| Abrã                                       | 32,82 | 25,85 | 23,64 | 3,91 | 2,89 | 2,21  | 1,36 | 0,17 | 2,04 | 558      | 67,82                |
| Achete, Azoia de Baixo e Póvoa de Santarém | 27,87 | 29,26 | 22,46 | 3,70 | 3,76 | 4,29  | 2,38 | 1,25 | 1,72 | 1 514    | 67,47                |
| Alcanede                                   | 40,02 | 21,40 | 22,68 | 2,65 | 3,06 | 1,66  | 1,20 | 0,87 | 2,32 | 2 416    | 66,74                |
| Alcanhões                                  | 18,30 | 30,46 | 24,79 | 2,83 | 2,48 | 11,57 | 2,72 | 1,42 | 1,06 | 847      | 68,31                |
| Almoster                                   | 21,47 | 33,75 | 22,39 | 3,30 | 3,10 | 5,88  | 3,61 | 1,44 | 1,34 | 969      | 67,01                |
| Amiais de Baixo                            | 27,67 | 40,95 | 13,27 | 3,19 | 3,19 | 3,91  | 2,06 | 0,93 | 1,23 | 972      | 68,40                |
| Arneiro das Milhariças                     | 25,28 | 39,25 | 15,96 | 3,77 | 1,77 | 4,43  | 2,22 | 0,44 | 1,55 | 451      | 66,23                |
| Azoia de Cima e Tremês                     | 23,75 | 34,06 | 22,66 | 4,14 | 3,75 | 2,50  | 1,48 | 1,41 | 1,88 | 1 280    | 63,75                |
| Casével e Vaqueiros                        | 25,99 | 29,16 | 21,87 | 5,71 | 4,75 | 3,49  | 2,69 | 1,27 | 1,58 | 631      | 67,49                |
| Cidade de Santarém                         | 31,69 | 26,14 | 19,64 | 4,79 | 5,22 | 3,20  | 3,53 | 1,69 | 0,91 | 17 407   | 68,37                |
| Gançaria                                   | 47,21 | 20,00 | 19,67 | 1,97 | 3,93 | 0,98  | 0,66 | 0    | 2,30 | 305      | 68,69                |
| Moçarria                                   | 21,08 | 37,52 | 20,63 | 5,53 | 2,84 | 4,48  | 2,39 | 0,90 | 0,60 | 669      | 72,56                |
| Pernes                                     | 26,31 | 33,76 | 16,07 | 3,49 | 2,44 | 9,08  | 1,75 | 0,81 | 1,40 | 859      | 67,21                |
| Póvoa da Isenta                            | 22,69 | 34,20 | 23,01 | 3,24 | 2,92 | 6,16  | 3,40 | 1,62 | 0,65 | 617      | 70,59                |
| Romeira e Várzea                           | 31,16 | 26,24 | 23,40 | 4,14 | 3,94 | 2,39  | 2,52 | 1,42 | 1,36 | 1 547    | 70,83                |
| São Vicente do Paul e Vale de Figueira     | 23,14 | 32,40 | 21,46 | 4,21 | 3,65 | 6,80  | 1,82 | 1,33 | 1,75 | 1 426    | 63,97                |
| Vale de Santarém                           | 22,13 | 33,44 | 23,37 | 4,66 | 2,61 | 5,59  | 2,11 | 1,18 | 1,24 | 1 609    | 67,24                |
| Santarém                                   | 29,67 | 28,44 | 20,63 | 4,26 | 4,21 | 3,82  | 2,83 | 1,41 | 1,23 | 34 670   | 67,94                |

### Sardoal
| Partido                 | Partido                                  | Votos | %               | +/-     |
| ----------------------- | ---------------------------------------- | ----- | --------------- | ------- |
|                         | Partido Socialista                       | 738   | 30,92 / 100,00  | 9,24    |
|                         | Aliança Democrática (PPD/PSD-CDS-PP-PPM) | 723   | 30,29 / 100,00  | 2,80    |
|                         | CHEGA                                    | 460   | 19,27 / 100,00  | 9,20    |
|                         | Bloco de Esquerda                        | 107   | 4,48 / 100,00   | 0,32    |
|                         | Coligação Democrática Unitária (PCP-PEV) | 75    | 3,14 / 100,00   | 0,23    |
|                         | LIVRE                                    | 64    | 2,68 / 100,00   | 2,03    |
|                         | Iniciativa Liberal                       | 54    | 2,26 / 100,00   | 0,09    |
|                         | Pessoas–Animais–Natureza                 | 49    | 2,05 / 100,00   | 0,35    |
|                         | Alternativa Democrática Nacional         | 39    | 1,63 / 100,00   | -       |
|                         | Outros (com menos de 1,00%)              | 17    | 0,71 / 100,00   |         |
| Votos Inválidos         | Votos Inválidos                          | 61    | 2,55 / 100,00   | Estável |
| Total                   | Total                                    | 2 387 | 100,00 / 100,00 |         |
| Eleitorado/Participação | Eleitorado/Participação                  | 3 155 | 75,66 / 100,00  | 8,01    |

| Freguesia              | %     | %     | %     | %    | %    | %    | %    | %    | %    | Votantes | Taxa de Participação |
| Freguesia              | PS    | AD    | CH    | BE   | CDU  | L    | IL   | PAN  | ADN  | Votantes | Taxa de Participação |
| ---------------------- | ----- | ----- | ----- | ---- | ---- | ---- | ---- | ---- | ---- | -------- | -------------------- |
| Freguesia              |       |       |       |      |      |      |      |      |      | Votantes | Taxa de Participação |
| Alcaravela             | 26,50 | 41,17 | 17,31 | 1,77 | 2,47 | 1,59 | 2,12 | 1,41 | 2,12 | 566      | 82,03                |
| Santiago de Montalegre | 23,53 | 34,71 | 18,82 | 5,29 | 2,94 | 1,76 | 1,18 | 2,94 | 2,94 | 170      | 75,22                |
| Sardoal                | 33,22 | 26,32 | 20,20 | 5,56 | 2,89 | 3,10 | 2,39 | 2,25 | 1,20 | 1 421    | 73,86                |
| Valhascos              | 33,04 | 24,78 | 18,70 | 3,91 | 6,52 | 3,48 | 2,61 | 1,74 | 2,17 | 230      | 73,02                |
| Sardoal                | 30,92 | 30,29 | 19,27 | 4,48 | 3,14 | 2,68 | 2,26 | 2,05 | 1,63 | 2 387    | 75,66                |

### Tomar
| Partido                 | Partido                                  | Votos  | %               | +/-   |
| ----------------------- | ---------------------------------------- | ------ | --------------- | ----- |
|                         | Partido Socialista                       | 6 631  | 29,82 / 100,00  | 12,79 |
|                         | Aliança Democrática (PPD/PSD-CDS-PP-PPM) | 6 368  | 28,63 / 100,00  | 0,39  |
|                         | CHEGA                                    | 4 598  | 20,67 / 100,00  | 10,81 |
|                         | Bloco de Esquerda                        | 1 009  | 4,54 / 100,00   | 0,58  |
|                         | Iniciativa Liberal                       | 765    | 3,44 / 100,00   | 0,26  |
|                         | LIVRE                                    | 622    | 2,80 / 100,00   | 1,70  |
|                         | Coligação Democrática Unitária (PCP-PEV) | 565    | 2,54 / 100,00   | 1,06  |
|                         | Pessoas–Animais–Natureza                 | 383    | 1,72 / 100,00   | 0,45  |
|                         | Alternativa Democrática Nacional         | 349    | 1,57 / 100,00   | -     |
|                         | Outros (com menos de 1,00%)              | 296    | 1,33 / 100,00   |       |
| Votos Inválidos         | Votos Inválidos                          | 654    | 2,94 / 100,00   | 0,54  |
| Total                   | Total                                    | 22 240 | 100,00 / 100,00 |       |
| Eleitorado/Participação | Eleitorado/Participação                  | 33 346 | 66,69 / 100,00  | 9,32  |

| Freguesia                                   | %     | %     | %     | %    | %    | %    | %    | %    | %    | Votantes | Taxa de Participação |
| Freguesia                                   | PS    | AD    | CH    | BE   | IL   | L    | CDU  | PAN  | ADN  | Votantes | Taxa de Participação |
| ------------------------------------------- | ----- | ----- | ----- | ---- | ---- | ---- | ---- | ---- | ---- | -------- | -------------------- |
| Freguesia                                   |       |       |       |      |      |      |      |      |      | Votantes | Taxa de Participação |
| Além da Ribeira e Pedreira                  | 35,03 | 26,16 | 17,01 | 3,63 | 2,76 | 2,03 | 4,36 | 2,03 | 1,74 | 688      | 65,09                |
| Asseiceira                                  | 38,55 | 18,28 | 22,97 | 6,05 | 2,77 | 2,45 | 1,74 | 1,61 | 1,29 | 1 554    | 66,50                |
| Carregueiros                                | 31,57 | 25,23 | 20,54 | 4,08 | 4,08 | 3,78 | 3,32 | 1,36 | 1,51 | 662      | 70,88                |
| Casais e Alviobeira                         | 29,18 | 31,94 | 20,33 | 4,30 | 2,76 | 1,97 | 0,98 | 1,66 | 1,72 | 1 628    | 67,16                |
| Madalena e Beselga                          | 32,20 | 23,61 | 21,98 | 5,15 | 2,91 | 2,82 | 3,66 | 2,07 | 1,45 | 2 270    | 70,17                |
| Olalhas                                     | 18,23 | 43,16 | 19,57 | 1,47 | 3,22 | 1,21 | 1,21 | 0,80 | 3,75 | 746      | 63,82                |
| Paialvo                                     | 34,94 | 18,33 | 28,78 | 2,78 | 2,33 | 2,18 | 4,81 | 1,50 | 1,50 | 1 331    | 65,83                |
| Sabacheira                                  | 39,45 | 23,47 | 21,10 | 3,75 | 2,96 | 1,58 | 2,37 | 0,59 | 1,58 | 507      | 59,65                |
| São João Baptista e Santa Maria dos Olivais | 28,80 | 30,44 | 18,45 | 5,01 | 4,12 | 3,40 | 2,41 | 1,96 | 1,31 | 10 105   | 66,31                |
| São Pedro de Tomar                          | 25,95 | 30,70 | 25,13 | 3,92 | 2,59 | 2,28 | 2,41 | 1,20 | 1,52 | 1 580    | 65,18                |
| Serra e Junceira                            | 21,81 | 37,21 | 22,83 | 3,51 | 3,25 | 1,97 | 1,71 | 1,28 | 2,91 | 1 169    | 70,63                |
| Tomar                                       | 29,82 | 28,63 | 20,67 | 4,54 | 3,44 | 2,80 | 2,54 | 1,72 | 1,57 | 22 240   | 66,69                |

### Torres Novas
| Partido                 | Partido                                  | Votos  | %               | +/-   |
| ----------------------- | ---------------------------------------- | ------ | --------------- | ----- |
|                         | Partido Socialista                       | 6 607  | 31,45 / 100,00  | 13,36 |
|                         | Aliança Democrática (PPD/PSD-CDS-PP-PPM) | 5 022  | 23,91 / 100,00  | 1,24  |
|                         | CHEGA                                    | 4 246  | 20,21 / 100,00  | 11,86 |
|                         | Bloco de Esquerda                        | 1 375  | 6,55 / 100,00   | 0,18  |
|                         | Coligação Democrática Unitária (PCP-PEV) | 920    | 4,38 / 100,00   | 1,45  |
|                         | Iniciativa Liberal                       | 826    | 3,93 / 100,00   | 0,36  |
|                         | LIVRE                                    | 526    | 2,50 / 100,00   | 1,72  |
|                         | Pessoas–Animais–Natureza                 | 374    | 1,78 / 100,00   | 0,61  |
|                         | Alternativa Democrática Nacional         | 254    | 1,21 / 100,00   | -     |
|                         | Outros (com menos de 1,00%)              | 223    | 1,07 / 100,00   |       |
| Votos Inválidos         | Votos Inválidos                          | 634    | 3,02 / 100,00   | 0,56  |
| Total                   | Total                                    | 21 007 | 100,00 / 100,00 |       |
| Eleitorado/Participação | Eleitorado/Participação                  | 30 718 | 68,39 / 100,00  | 7,81  |

| Freguesia                                   | %     | %     | %     | %    | %    | %    | %    | %    | %    | Votantes | Taxa de Participação |
| Freguesia                                   | PS    | AD    | CH    | BE   | CDU  | IL   | L    | PAN  | ADN  | Votantes | Taxa de Participação |
| ------------------------------------------- | ----- | ----- | ----- | ---- | ---- | ---- | ---- | ---- | ---- | -------- | -------------------- |
| Freguesia                                   |       |       |       |      |      |      |      |      |      | Votantes | Taxa de Participação |
| Assentiz                                    | 34,02 | 26,63 | 19,12 | 5,16 | 1,82 | 3,11 | 1,06 | 1,41 | 1,94 | 1 705    | 70,31                |
| Brogueira, Parceiros de Igreja e Alcorochel | 36,25 | 21,47 | 19,39 | 6,03 | 4,35 | 3,31 | 1,69 | 1,75 | 1,17 | 1 542    | 64,68                |
| Chancelaria                                 | 27,47 | 28,88 | 24,21 | 4,13 | 2,39 | 3,69 | 1,30 | 1,30 | 1,52 | 921      | 66,31                |
| Meia Via                                    | 29,76 | 20,19 | 27,50 | 5,97 | 3,09 | 4,94 | 1,96 | 1,65 | 1,13 | 971      | 69,96                |
| Olaia e Paço                                | 32,54 | 17,21 | 26,45 | 5,95 | 5,46 | 2,59 | 1,89 | 2,59 | 0,84 | 1 429    | 71,24                |
| Pedrógão                                    | 35,59 | 23,33 | 18,10 | 6,35 | 4,72 | 2,92 | 2,49 | 0,69 | 1,20 | 1 166    | 67,56                |
| Riachos                                     | 31,85 | 19,68 | 22,52 | 7,88 | 5,51 | 3,18 | 2,84 | 1,93 | 1,22 | 2 958    | 66,68                |
| Santa Maria, Salvador e Santiago            | 27,38 | 29,01 | 19,13 | 6,84 | 3,62 | 5,17 | 2,92 | 1,72 | 1,08 | 4 836    | 69,77                |
| São Pedro, Lapas e Ribeira Branca           | 32,40 | 22,89 | 17,06 | 7,04 | 5,40 | 4,36 | 3,27 | 2,15 | 1,15 | 4 889    | 67,84                |
| Zibreira                                    | 33,22 | 25,93 | 19,83 | 5,25 | 5,93 | 2,03 | 1,69 | 0,85 | 1,36 | 590      | 71,43                |
| Torres Novas                                | 31,45 | 23,91 | 20,21 | 6,55 | 4,38 | 3,93 | 2,50 | 1,78 | 1,21 | 21 007   | 68,39                |

### Vila Nova da Barquinha
| Partido                 | Partido                                  | Votos | %               | +/-   |
| ----------------------- | ---------------------------------------- | ----- | --------------- | ----- |
|                         | Partido Socialista                       | 1 428 | 31,69 / 100,00  | 14,38 |
|                         | CHEGA                                    | 1 230 | 27,30 / 100,00  | 12,45 |
|                         | Aliança Democrática (PPD/PSD-CDS-PP-PPM) | 858   | 19,04 / 100,00  | 0,15  |
|                         | Bloco de Esquerda                        | 222   | 4,93 / 100,00   | 0,22  |
|                         | Coligação Democrática Unitária (PCP-PEV) | 192   | 4,26 / 100,00   | 1,72  |
|                         | Iniciativa Liberal                       | 173   | 3,84 / 100,00   | 0,24  |
|                         | LIVRE                                    | 101   | 2,24 / 100,00   | 1,55  |
|                         | Pessoas–Animais–Natureza                 | 95    | 2,11 / 100,00   | 0,84  |
|                         | Outros (com menos de 1,00%)              | 93    | 2,07 / 100,00   |       |
| Votos Inválidos         | Votos Inválidos                          | 114   | 2,53 / 100,00   | 0,59  |
| Total                   | Total                                    | 4 506 | 100,00 / 100,00 |       |
| Eleitorado/Participação | Eleitorado/Participação                  | 6 410 | 70,30 / 100,00  | 9,74  |

| Freguesia              | %     | %     | %     | %    | %    | %    | %    | %    | Votantes | Taxa de Participação |
| Freguesia              | PS    | CH    | AD    | BE   | CDU  | IL   | L    | PAN  | Votantes | Taxa de Participação |
| ---------------------- | ----- | ----- | ----- | ---- | ---- | ---- | ---- | ---- | -------- | -------------------- |
| Freguesia              |       |       |       |      |      |      |      |      | Votantes | Taxa de Participação |
| Atalaia                | 31,81 | 26,46 | 16,71 | 6,02 | 5,26 | 4,33 | 2,37 | 2,12 | 1 179    | 71,28                |
| Praia do Ribatejo      | 33,83 | 27,04 | 21,29 | 3,80 | 3,57 | 2,19 | 2,30 | 1,50 | 869      | 66,49                |
| Tancos                 | 50,76 | 13,64 | 15,91 | 6,82 | 5,30 | 0    | 0,76 | 1,52 | 132      | 68,75                |
| Vila Nova da Barquinha | 29,75 | 28,59 | 19,56 | 4,69 | 3,96 | 4,43 | 2,24 | 2,36 | 2 326    | 71,42                |
| Vila Nova da Barquinha | 31,69 | 27,30 | 19,04 | 4,93 | 4,26 | 3,84 | 2,24 | 2,11 | 4 506    | 70,30                |

## Lista de Deputados Eleitos
A lista apresentada é conforme a aplicação do Método D'Hondt:
| N.º | Nome                                               | Partido | Partido            | Partido                       | Quociente |
| --- | -------------------------------------------------- | ------- | ------------------ | ----------------------------- | --------- |
| 1   | Alexandra Leitão                                   |         | Partido Socialista | Partido Socialista            | 69915     |
| 2   | Eduardo Manuel Drummond de Oliveira e Sousa        |         |                    | Aliança Democrática (PPD/PSD) | 68493     |
| 3   | Pedro Frazão                                       |         | CHEGA              | CHEGA                         | 58554     |
| 4   | Hugo Miguel Carvalheiro dos Santos Costa           |         | Partido Socialista | Partido Socialista            | 34957,5   |
| 5   | João Manuel Moura Rodrigues                        |         |                    | Aliança Democrática (PPD/PSD) | 34246,5   |
| 6   | Pedro Alexandre Arrabaça da Silva Oliveira Correia |         | CHEGA              | CHEGA                         | 29277     |
| 7   | Mara Lúcia Lagriminha Coelho                       |         | Partido Socialista | Partido Socialista            | 23305     |
| 8   | Isaura Maria Elias Crisóstomo Bernardino Morais    |         |                    | Aliança Democrática (PPD/PSD) | 22831     |
| 9   | Luísa Maria Lobo da Costa Macedo                   |         | CHEGA              | CHEGA                         | 19518     |